# Andreas Keßler
Andreas Keßler (* 1. September 1959 in Berlin) ist ein deutscher Journalist und Maschinenbauingenieur.

## Leben
Andreas Keßler wuchs in West-Berlin auf. Er beschäftigt sich seit 1996 mit Auto-Journalismus. Er schreibt für Tageszeitungen in Berlin, arbeitet regelmäßig für das Fernsehen (WISO, MDR um 4) und hat eigene Radiosendungen. Gemeinsam mit Patricia Pantel moderiert er die Sendung Die Sonntagsfahrer auf Radio Eins. Dort tritt er unter der Bezeichnung „Autopapst“ auf. Bei MDR um 4 moderiert er die Rubrik Autozeit. Ab 2014 gehörte er als Moderator zum Team von Motordialog.
Seit 2021 ist Keßler zusammen mit Holger Klein im Mobilitäts-Podcast Omnibus.fm zu hören.
Keßlers Leidenschaft gilt dem Auto, er mahnt aber auch, dass die riesige Anzahl und die Größe von Autos in Ballungsräumen die Atemluft mit Abgasen belastet und so den Klimawandel beschleunigt.
Keßler ist Vorstandsmitglied des Verbandes der Motorjournalisten (VdM) und leitet den VdM-Regionalkreis Berlin-Brandenburg. Er lebt in Berlin.

## Schriften
- Andreas Keßler: Fährt man rückwärts an den Baum, verkleinert sich der Kofferraum. Die besten Tipps von Autopapst Andreas Keßler. 1. Auflage. Ullstein, Berlin 2008, ISBN 978-3-548-37233-4.
- Andreas Keßler, Patricia Pantel: Lexikon der Auto-Irrtümer. Von Damenstrümpfen, Stotterbremsen und anderen Dingen, die man sich und seinem Wagen ersparen sollte. 1. Auflage. Ullstein, Berlin 2012, ISBN 978-3-548-37432-1.